# Leonel Carlos Maciel
Leonel Sergio Carlos Maciel (Buenos Aires, 4 de enero de 1989) es un jugador argentino de balonmano que se desempeña de arquero para el Bidasoa Irun de la Liga Asobal. Es internacional con la selección de balonmano de Argentina.

## Clubes
- Dorrego Handball (2005-2008)
- SAG Polvorines (2008-2009)
- Octavio Pilotes Posada (2009-2011)
- SAG Villa Ballester (2012-2015)
- Zamora (2015-2017)[1]
- Club Deportivo Básico Balonmano Ciudad Encantada (2017-2021)
- Barcelona (2021-2022)[2]
- Sporting de Lisboa (2022-2024)[3]
- Bidasoa Irún (2024- )[4]

## Selección nacional
Maciel ha formado parte de la Selección argentina juvenil en los Campeonatos Mundiales Juveniles de Baréin 2007 y Egipto 2009. Con la mayor, llegaría a jugar los mundiales de España 2013 y de Alemania/Dinamarca 2019. Además, obtendría el título del Campeonato Panamericano de Balonmano Masculino de 2018.

### Palmarés internacional
| Juegos Panamericanos                      | Juegos Panamericanos | Juegos Panamericanos | Juegos Panamericanos |
| Año                                       | Lugar                | Medalla              |                      |
| ----------------------------------------- | -------------------- | -------------------- | -------------------- |
| 2019                                      | Lima                 | Medalla de oro       |                      |
| 2023                                      | Santiago de Chile    | Medalla de oro       |                      |
| Campeonato Sudamericano y Centroamericano |                      |                      |                      |
| Año                                       | Lugar                | Medalla              |                      |
| 2020                                      | Brasil               | Medalla de oro       |                      |
| 2022                                      | Brasil               | Medalla de plata     |                      |
| 2024                                      | Buenos Aires         | Medalla de plata     |                      |
| Juegos Suramericanos                      |                      |                      |                      |
| Año                                       | Lugar                | Medalla              |                      |
| 2018                                      | Cochabamba           | Medalla de plata     |                      |
| 2022                                      | Asunción             | Medalla de oro       |                      |

## Palmarés

### Barcelona
- Supercopa de Cataluña (1): 2022
- Supercopa de España de balonmano (1): 2022
- Liga Asobal (1): 2022
- Copa Asobal (1): 2022
- Copa del Rey de balonmano (1): 2022
- Champions League de balonmano (1): 2022

### Sporting Portugal
- Copa de Portugal de balonmano (2): 2023, 2024
- Liga de Portugal de balonmano (1): 2024